# Fouronnes
Fouronnes es una localidad y comuna francesa situada en la región de Borgoña, departamento de Yonne, en el distrito de Auxerre y cantón de Courson-les-Carrières.

## Demografía
| 444 | 420 | 449 | 472 | 535 | 501 | 536 | 508 | 444 | 468 | 480 | 445 | 480 | 485 | 480 | 470 | 432 | 359 | 331 | 330 | 268 | 258 | 317 | 265 | 227 | 256 | 199 | 183 | 161 | 140 | 130 | 131 | 147 |
| Para los censos de 1962 a 1999 la población legal corresponde a la población sin duplicidades (Fuente: INSEE [Consultar]) |     |     |     |     |     |     |     |     |     |     |     |     |     |     |     |     |     |     |     |     |     |     |     |     |     |     |     |     |     |     |     |     |